# Phare de Morant Cays
Le phare de Morant Cays est un phare situé sur l'un les îlots de Morant Cays, à environ 51 km au sud-est de la Jamaïque
Ce phare est géré par l'Autorité portuaire de la Jamaïque , une agence du Ministère des Transports .

## Description
Morant Cays fait partie administrativement de la ville de Saint-Thomas. Le phare a été érigé, en 1960, sur Breezy Point le point le plus à l'est de l'îlot nommé North-East Cay .
Le phare est une tour métallique cylindrique de 21 m de haut, peint en blanc avec deux bandes noires horizontales. Il se trouve en bord de plage. Il émet, à une hauteur focale de 23 m, un éclat blanc long toutes les dix secondes. Sa portée n'est pas connue.
Identifiant : ARLHS : JAM... - Amirauté : J5356 - NGA : 13864 .

## caractéristique duFeu maritime
Fréquence : 10 secondes (W)
- Lumière : 4 secondes
- Obscurité : 6 secondes

### Lien connexe
- Liste des phares à la Jamaïque